# Johann von der Asseburg

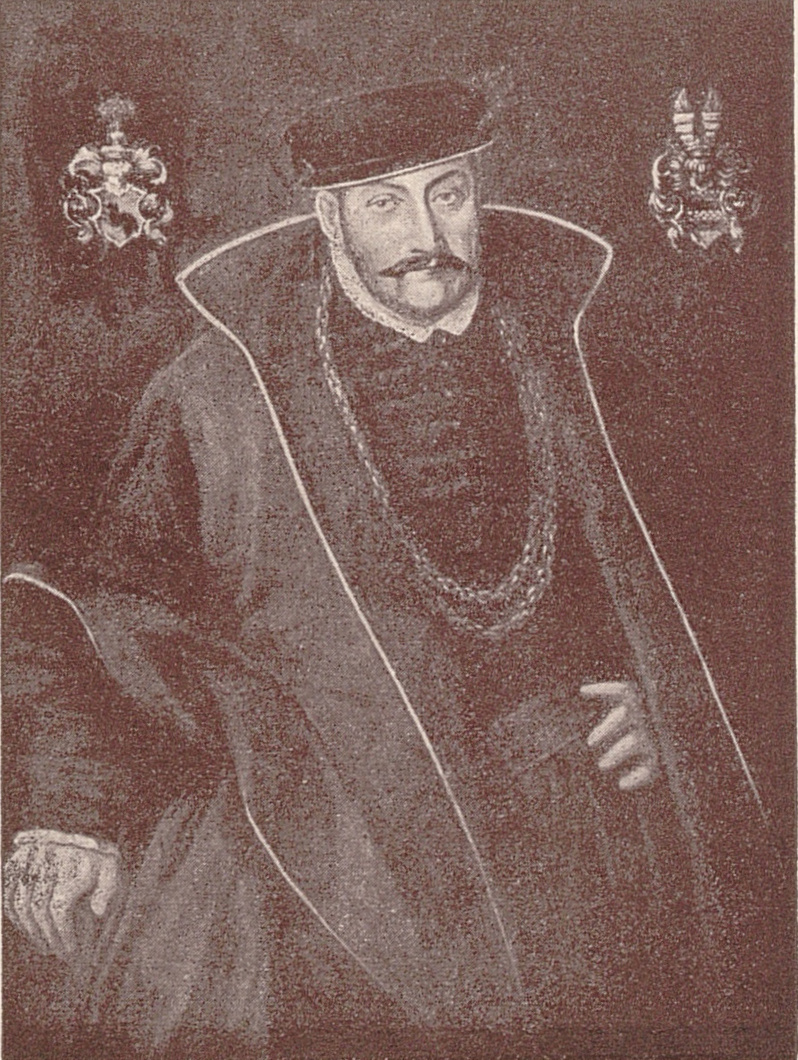
Johann von der Asseburg

Johann von der Asseburg, auch Johann VIII. von der Asseburg oder Hans von der Asseburg († 17. Mai 1567 in Kaschau) war ein kaiserlicher Feldobrist, Oberhauptmann in Thüringen und kurbrandenburgischer Rittmeister.

## Leben

### Herkunft
Johann war Angehöriger des braunschweigischen Adelsgeschlechts von der Asseburg. Seine Eltern waren der Erbherr auf Neindorf, Peseckendorf, Falkenstein und Crottorf, Ludwig von der Asseburg († vor 15. April 1517) und Gisela von Dannenberg.

### Werdegang
Asseburg ist zu Beginn des 16. Jahrhunderts auf dem väterlichen Gut Neindorf geboren, die Angaben zu seinem Geburtsjahr reichen von 1503 bis 1512. Er war Herr auf Neindorf, Peseckendorf, Gunsleben, Wallhausen und Anteil Falkenstein.
1547 trat er für Moritz von Sachsen in sächsische (Albertinische Linie) Kriegsdienste. So konnte er im Vorgriff des kaiserlichen Feldzuges gegen Sachsen im Zuge des Schmalkaldischen Krieges bei Rochlitz gegen Kurfürst Johann Friedrich I. von Sachsen erfolgreich sein.
Er führte 1552 dem brandenburgischen Markgrafen Johann von Brandenburg auf dessen Anforderung hin 500 reisige Pferde und „wohlgerüstete“ Schützen zu. Er wurde als Befehlshaber über diese Truppe am 2. Juni in Küstrin zum kurbrandenburgischer Rittmeister ernannt und erhielt 2500 Taler Wartegeld.
1566 wurde Asseburg Oberhauptmann in Thüringen.
Er ist als kaiserlicher Feldobrist vor Kaschau in Ungarn im Krieg gegen die Türken gefallen und wurde auch in Kaschau begraben.

### Familie

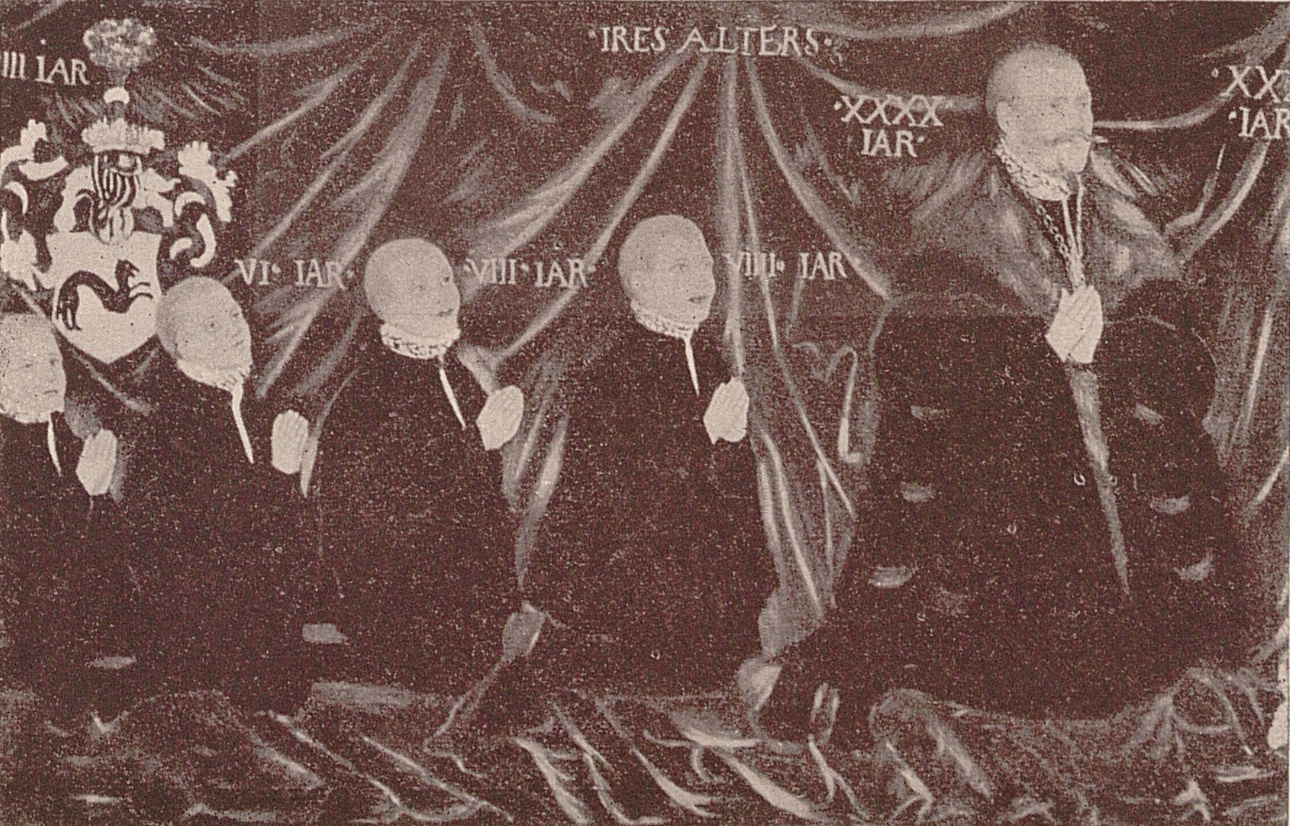
Johann VIII. mit seinen Söhnen

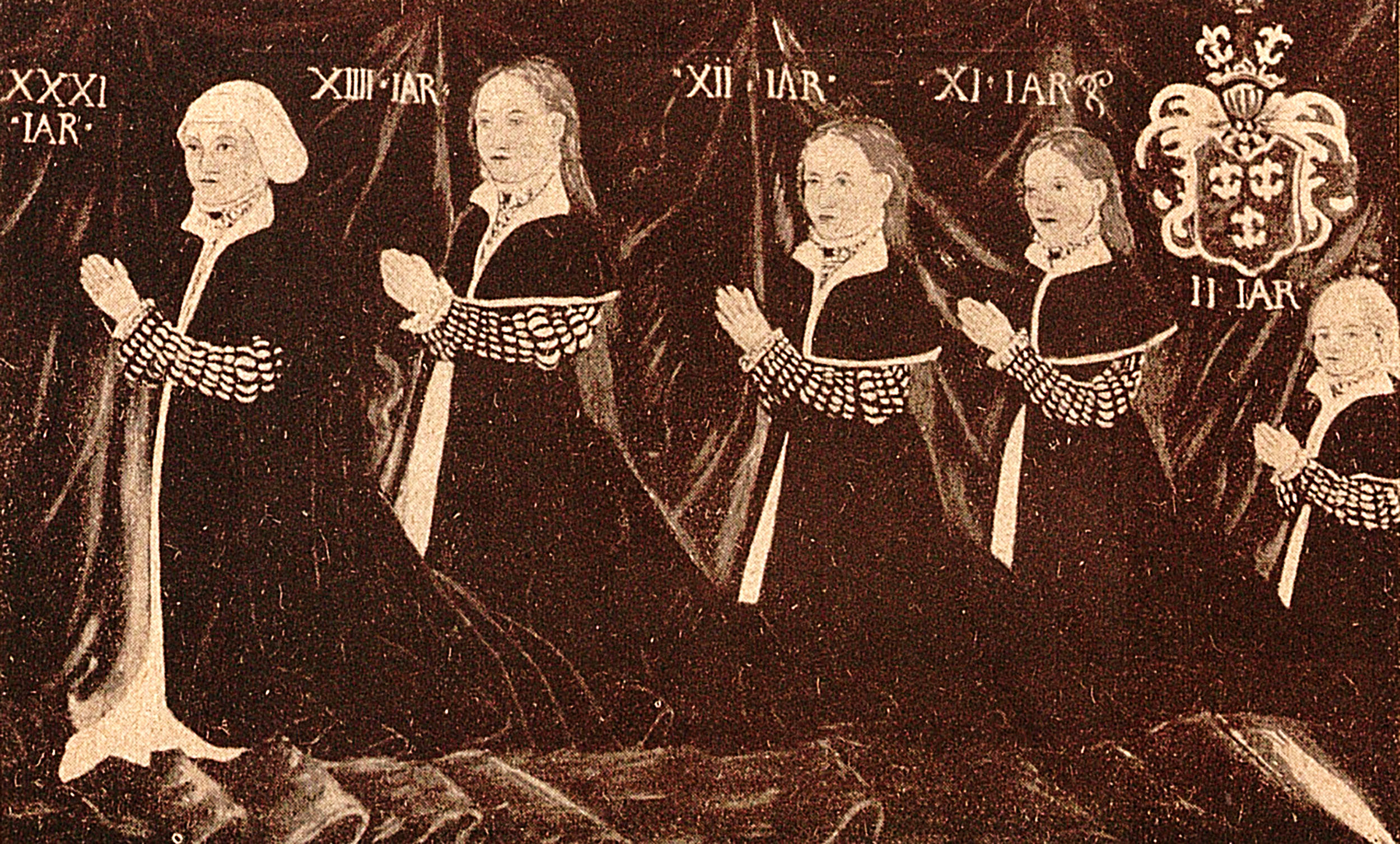
Klara von Cramm mit ihren Töchtern

Asseburg vermählte sich im Jahr 1538 mit Klara von Cramm († 1579), einer Tochter des Söldnerführers der Reformationszeit und Freund Martin Luthers, Asche von Cramm und der Margarethe Dorothea von Brandenstein. Aus der Ehe gingen sechs Töchter und vier Söhne hervor.
- Anna (1539–1543)
- Katharina († nach 1570), ⚭ Christoph von Trotha zu Gänsefurth
- Maria (* 1543), ⚭ I. Graf Georg V. Vitzthum von Eckstädt zu Kannawurf († 1578); ⚭ II. Gebhard von Bortfeld zu Oelber
- Gisela († nach 1582), ⚭ Hans Gebhard von Hoym († vor 1582)
- Augustus (1545–1604), braunschweigischer Rat, Domherr zu Magdeburg, ⚭ I. 1574 Gertrud von Veltheim († 1575); ⚭ II. 1577 Elisabeth von Alvensleben (1552–1609)
- Ludwig (1546–1633), magdeburgischer Landrat, ⚭ I. 1575 Anna Westphalen zu Lichtenau (1556–1623); ⚭ 1625 II. Sibylle von Spitznas († 1649)
- Asche (1548–1580), ⚭ 1579 Anna von Steinberg († nach 1612)
- Hans Ernst (1550–1612), brandenburgischer Rat, ⚭ I. Magdalene von Bortfeld († 1580); ⚭ II. 1583 Ilse von Quitzow (1552–1625)
- Margaretha (1541–1606), ⚭ 1569 Joachim I. von Alvensleben (1514–1588) zu Calbe und Erxleben
- Anna († 1592), ⚭ 1588 Hans Hartmann von Erffa († 1610)

Johann von der Asseburg war der Stammvater der vier nachmaligen Hauptlinien seines Geschlechts:
- Linie Falkenstein und Neindorf
- Linie Schermcke, Wallhausen und Hinnenburg
- Linie Ampfurth, Eggenstedt und Gunsleben
- Linie Beyernaumburg, Peseckendorf und Neu-Asseburg